# Chaetomium gangligerum
Chaetomium gangligerum är en svampart som beskrevs av L.M. Ames 1950. Chaetomium gangligerum ingår i släktet Chaetomium och familjen Chaetomiaceae.   Inga underarter finns listade i Catalogue of Life.